# Patricia Mercado
Dora Patricia Mercado Castro est une économiste et femme politique mexicaine née en 1957 à Ciudad Obregón, dans le Sonora. Elle milite au Partido Alternativa Socialdemócrata y Campesina, dont elle a été la candidate à la présidence lors du scrutin présidentiel de 2006. Elle a obtenu la quatrième place avec 1 085 966 voix.
Patricia Mercado est diplômée en économie de l'Université nationale autonome du Mexique.